# Amílcar Barbuy
Pour les articles homonymes, voir Amilcar.
Amílcar Barbuy (né le 29 mars 1893 à Rio das Pedras, SP – mort le 24 août 1965 à São Paulo) est un footballeur et entraîneur brésilien d'origine italienne.
Amílcar est un attaquant prolifique et expérimenté, possédant une frappe puissante et un sens aigu du but. À 18 ans, il commence à jouer aux Corinthians, le club auquel sa famille est liée depuis la fondation de celui-ci. Un de ses frères, Hermógenes, est le concepteur du premier insigne alvinegro. Amílcar est considéré comme l'un des plus grands footballeurs de l'histoire des Corinthians. Il évolue aussi avec Palestra Itália (futur Palmeiras) et la Lazio.
Il joue 15 matchs officiels pour le Brésil, inscrivant quatre buts. Il entraîne ensuite la Lazio, les Corinthians, São Paulo, Palestra Itália, Portuguesa, Portuguesa Santista et l'Atlético Mineiro.

## Carrière

### Joueur

#### Club

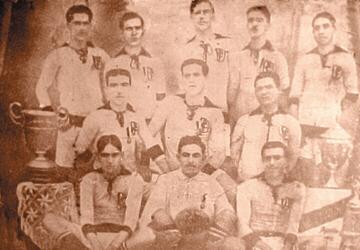
Premier titre de champion Paulista en 1914 : Fúlvio, Casemiro do Amaral et Casemiro González ; Polícia, Biano et César ; Aristides, Peres, Amílcar, Dias et Neco.

Amílcar commence sa carrière en 1911 dans les rangs des Corinthians. Le club remporte quatre Championnats Paulista (1914, 1916, 1922 et 1923).
En 1923, il s'installe à Palestra Itália, avec qui il devient champion à deux reprises en 1926 et 1927.
En 1931, il est transféré en Italie, devenant ainsi le premier Brésilien dans le football italien, et dispute son dernier match en tant que joueur avec le maillot de la Lazio.

#### Équipe nationale
Premier joueur international des Corinthians, Barbuy fait partie de l'équipe nationale brésilienne entre 1916 et 1929, jouant 19 matchs au total (dont 15 officiels) et marquant 4 buts,.
Il participe avec les Auriverde à quatre éditions de la Copa América, la remportant à deux reprises (1919 et 1922) et terminant troisième en 1916 et en 1917.

### Entraîneur
À la fin de sa carrière de joueur, Amílcar se reconvertit en entraîneur. Sa première expérience est sur le banc de la Lazio lors de la saison 1931–1932.
Après l'aventure italienne, il retourne dans son pays natal pour entraîner des formations du calibre des Corinthians, de São Paulo, de Palestra Itália, de Portuguesa, de Portuguesa Santista et de l'Atlético Mineiro.

## Palmarès

### Joueur

#### Club
- Championnat Paulista (6) :

Corinthians : 1914, 1916, 1922, 1923
Palestra Itália : 1926, 1927

#### Équipe nationale
- Copa América (2) :

1919, 1922